# Elsholz (Hoher Fläming)
Elsholz ist eine wüste Feldmark nordwestlich von Neuehütten, einem Ortsteil der Gemeinde Wiesenburg/Mark, die im Landkreis Potsdam-Mittelmark in Brandenburg liegt.

## Geschichte
Die erste urkundliche Erwähnung stammt aus den Jahren 1419/1420 als Escholz, das wuste Elshols. Die Dorfstelle gehörte zu dieser Zeit vor 1419/1420 bis 1456 der Familie von Kracht und war wüst gefallen. Anschließend kam sie in den Besitz der Familie Brandt von Lindau. In dieser Zeit fiel der Zehnt an den Pfarrer in Wiesenburg (1555, 1575). Außerdem nutzte ein Vierdorfhufner aus Reetz im Jahr 1592 die Feldmark. Von 1755 bis 1765 waren die von Watzdorf kurzzeitig die Besitzer, anschließend die Familie von Trotta genannt Treyden, die sie 1486 an die Familie Goldacker weitergaben. Die Feldmark wurde nicht wieder besiedelt und ging im Mahlsdorfer Forst auf.
Einige Mauerreste der Kirche sind erhalten geblieben und stehen auf der Liste der Baudenkmale in Wiesenburg/Mark.